# Horní Jelení
Horní Jelení (in tedesco Ober Jeleni) è una città della Repubblica Ceca facente parte del distretto di Pardubice, nella regione omonima.